# Lake Brown
Der Lake Brown ist ein See im Southland District der Region Southland auf der Südinsel von Neuseeland.

## Geographie
Der Lake Brown befindet sich an der Südseite des Arthur River rund 2 km südwestlich des Lake Ada und rund 9 km südwestlich des Milford Sound/Piopiotahi. Der See, der durch einen Nebenarm des Arthur River gespeist wird und an seinem östlichen Ende seine Wässer an den gleichen Fluss wieder abtritt, liegt mit seiner Flächenausdehnung von rund 25,2 Hektar auf einer Höhe von 45 m. Sein Seeumfang beträgt rund 3,32 km und seine Länge rund 850 m in Ost-West-Richtung bei einer maximalen Breite von rund 530 m in Nord-Süd-Richtung.